# Anita Roberts
Pour les articles homonymes, voir Roberts.
Anita Bauer Roberts (3 avril 1942 - 26 mai 2006) est une biologiste moléculaire américaine, autrice d'observations pionnières sur la protéine TGF-ß, laquelle joue un rôle essentiel dans la guérison des blessures et des fractures osseuses et a un double rôle dans le blocage ou la stimulation des cancers. Anita Bauer Roberts est classée parmi les 50 scientifiques en biologie les plus cités au monde.

## Biographie
Anita Roberts est née à Pittsburgh, en Pennsylvanie, où elle grandit. En 1964, elle obtient une licence en chimie à l'Oberlin College puis un doctorat en biochimie à l'université du Wisconsin à Madison en 1968, travaillant sous la direction d'Hector DeLuca sur le métabolisme des rétinoïdes. Elle travaille comme stagiaire postdoctorale à l'université Harvard, comme chimiste au Aerospace Research Applications Center et comme enseignante en chimie à l'université de l'Indiana à Bloomington. Elle rejoint l'Institut national du cancer en 1976. De 1995 à 2004, elle est cheffe du Laboratoire de régulation cellulaire et de carcinogénèse de l'institut et y poursuit ses recherches jusqu'à son décès en 2006.
Au début des années 1980, Anita Roberts et ses collègues de l'Institut national du cancer, qui fait partie des National Institutes of Health de Bethesda, dans le Maryland, commencent à expérimenter la protéine facteur de croissance transformant beta, communément appelée TGF-ß.
Anita Roberts isole la protéine à partir de tissus rénaux bovins et compare ses résultats avec le TGF-ß prélevé sur des plaquettes sanguines et des tissus placentaires humains. Elle entreprend ensuite une série d'expériences pour déterminer les caractéristiques de la protéine qui joue un rôle central dans la signalisation d'autres facteurs de croissance dans l'organisme afin de guérir rapidement les plaies et les fractures.
Il a ensuite été démontré que le TGF-ß avait d'autres effets, notamment la régulation du rythme cardiaque et la réponse de l'œil au vieillissement. En poursuivant ses recherches, Anita Roberts et d'autres chercheurs découvrent que le TGF-ß inhibe la croissance de certains cancers tout en stimulant la croissance de cancers avancés, notamment les cancers du sein et du poumon.
Anita Roberts est présidente de la Wound Healing Society. En 2005, elle est élue à l'Académie américaine des arts et des sciences.
Anita Roberts est elle-même diagnostiquée avec un cancer gastrique de stade IV en mars 2004. Elle acquiert une certaine notoriété dans la communauté des cancéreux grâce à son blog, qui décrit en détail son combat quotidien contre la maladie.

## Prix et reconnaissance
Anita Roberts reçoit plusieurs prix pour ses contributions au domaine de la science. Elle reçoit notamment en 2005 le prix Leopold Griffuel, le prix FASEB Excellence, le prix Komen Brinker pour la distinction scientifique ; une série de conférences porte son nom. En 2005 toujours, elle fait partie des 49 scientifiques les cités et elle est la troisième femme la plus citée parmi toutes les scientifiques.